# Progress M-17M
Progress M-17M (ryska: Прогресс М-17M) eller som NASA kallar den, Progress 49 eller 49P, var en rysk obemannad rymdfarkost som levererade förnödenheter, syre, vatten och bränsle till rymdstationen ISS. Den sköts upp med en Sojuz-U-raket från Kosmodromen i Bajkonur 31 oktober 2012 och dockade med ISS några timmar efter uppskjutningen.
Farkosten lämnade rymdstationen den 15 april 2013 och brann upp i jordens atmosfär den 21 april 2013.

### Fotnoter
1. ↑  ”NASA Space Science Data Coordinated Archive” (på engelska). NASA. https://nssdc.gsfc.nasa.gov/nmc/spacecraft/display.action?id=2012-060A. Läst 1 mars 2020.
2. ↑  Manned Astronautics - Figures & Facts Arkiverad 16 augusti 2016 hämtat från the Wayback Machine., läst 15 juli 2016.